# تسييس العلم

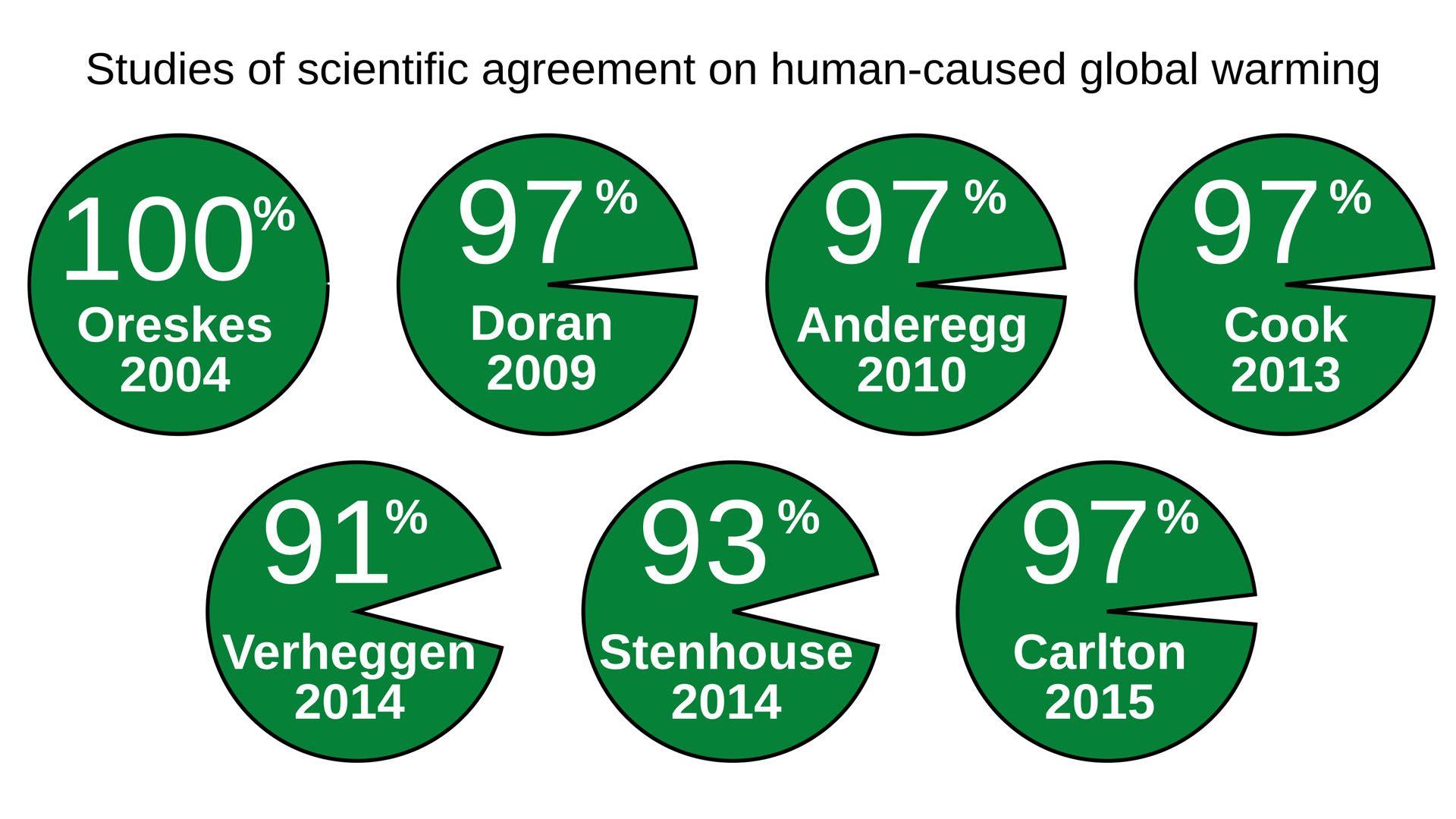

تسييس العلم (بالإنجليزية: politicization of science) هو التلاعب بالعلم لغايات سياسية ويحدث تسييس العلم عندما تقوم حكومة أو قطاع أعمال أو مجموعات مناصرة باستعمال الضغط القانوني والاقتصادي للتأثير على البحث العلمي أو طريقة ممارسته ونشره أو تفسير نتائجه، وقد يؤثر تسييس العلم على الحرية الأكاديمية سلباً، ولهذا الأمر شواهد تاريخية عديدة.
من ناحية تاريخية، لجأت العديد من الجماعات إلى الحملات الدعائية للترويج لمصالحها المخالفة للإجماع العلمي، سعيًا منها إلى التلاعب بالسياسة العامة.

## نظرة عامة
يمكن للعديد من العوامل أن تمثل وجهًا من وجوه تسييس العلم، وتتراوح أمثلتها بين معاداة الفكر الشعبوية التي ترى مخاطرَ على عقائدها الدينية إلى الذاتية ما بعد الحداثية والخوف من المصالح الاقتصادية.
يحدث تسييس العلم عند طرح المعطيات العلمية بالتزامن مع التشديد على اللا يقين المرتبط بالدليل العلمي. ترتكز هذه المقاربة على غياب الإجماع العلمي، وهو ما يؤثر في الكيفية التي تُفهم بها الدراسات. يصف كريس موني كيف أن هذا الطرح يلقى تجاهلًا متعمدًا أحيانًا باعتباره «وسيلة أورويلية». يميل السياسيون والمؤسسات إلى تكذيب جميع النقاشات الدائرة بخصوص بعض القضايا نظرًا لأن «الاستنتاجات القطعية ما تزال غير أكيدة» مقابل تبنّي موقفًا مفاده أن «هذه النتائج هي الأرجح علميًا»، وذلك مقصود للنيل من الدراسات العلمية.
إضافة إلى ما تقدم، يُلجئ أحيانًا إلى وسائل مثل تغيير مسار الحديث، وعدم الإقرار بالحقائق، واستغلال الشكوك بوجود إجماع علمي، في سبيل حرف الانتباه نحو آراء قوّضتها الأدلة العلمية. نجحت جماعات «تجّار الشك»، وهم جماعات مصالح مؤدلجة تدّعي خبرتها في القضايا العلمية، نجحت في تنظيم «حملات تضليل إعلامي» أبرزت فيها اللا يقين الملازم للعلوم بهدف بذرها الشكّ بخصوص القضايا العلمية مثل التغير المناخي الذي سببه البشر، رغم أنه ثمة شبه إجماع في المجتمع العلمي على أن البشر لهم أثر كبير في التغير المناخي.
تطرّق ويليام آر فرويدنبيرغ وزملاؤه في كتاباتهم إلى تسييس العلم باعتباره أداة خطابية وذكروا أنها محاولة لنقل عبء تقديم الدليل في النقاش. يُدرج فرويدنبيرغ مثال جماعات الضغط لصالح السجائر التي تعارض القوانين التي تصدّ عن التدخين. تقلل جماعات الضغط من شأن الأدلة العلمية باعتبارها غير يقينية، وتأكد على غياب النتائج القاطعة. يخلص فرويدنبيرغ إلى أن السياسيين وجماعات الضغط غالبًا ما «ينجحون في جهودهم الرامية إلى الحصول على «دليل علمي قاطع» قبل أن يكتسب التشريع سمة «التسويغ»، ويصرّون على أنه ما يلزم هو توجّه متوازن يأخذ بعين الاعتبار احتمالات خطأ الصنف1 والصنف2 في الظرف المعطى، مع ملاحظة أن النتائج العلمية دائمًا ما تكون غير نهائية».
وصف هانك كامبل، رئيس جماعة تأييد الصناعات المسماة المركز الأمريكي للعلوم والصحة، وآليكس بيريجوف «مغالطات رفع المعنويات» التي يوظفها السياسيون الذين يصيغون مواقفهم بطريقة تجعل الأفراد يشعرون بالرضا لتأييدهم سياسات معينة حتى عند إثبات الدليل العلمي أنه ليس ثمة حاجة تستثير القلق أو تستدعي التغيير الجذري في البرامج الحالية. يزعم كامبل وبيريجوف أن التقدميين لطالما استشكلوا السياسات ذات الصلة بالأطعمة المعدلة جينيًا، والتلقيح، والكثافة السكانية، واستخدام الحيوانات في الأبحاث العلمية، والطاقة النووية، وغيرها من القضايا.

## التسييس لدى جماعات الضغط
ثمة تكتيك سياسي يُلجأ إليه أحيانًا لتأخير تطبيق أيما تشريع يكبّل النشاطات ذات الضرر المحتمل، وهو طريقة النقاش المتعلق باليقين العلمي. في العديد من الحالات، توجد درجة من اللا يقين المصاحب للنتائج العلمية، ويمكن تجيير هذا اللا يقين لتأخير اتخاذ الخطوات القانونية لسنوات، من خلال طلب المزيد من «اليقين العلمي» قبل تنفيذ القانون.

### الاحتباس الحراري
كالَ أشهر علماء المناخ ومنتقديهم من كلا الطرفين الاتهامات لبعضهم بعضًا بتسييس العلوم في حالة التغير المناخي. ثمة إجماع علمي حول التغير المناخي وارتفاع حرارة سطح الأرض في العقود الأخيرة وأن هذا الارتفاع مردّه إلى عوامل بشرية تتمثل في انبعاثات الغازات الدفيئة. رغم ذلك، ونظرًا لعدم قبول المنهج العلمي بالإجماع منهجًا لإثبات النظريات العلمية، فإنه لا يمكن التسليم بصحة الادعاءات المتعلقة بالاحتباس الحراري بناءً على الإجماع فحسب.
في العام 1991، أنشأ تحالف شركات أمريكية ضمّ رابطة التعدين الوطنية، ورابطة ويسترن فيولز، ومعهد أديسون للكهرباء منظمة علاقات عامة باسم «مجلس معلومات البيئة». أطلق مجلس معلومات البيئة حملة إعلانية بكلفة 500,000$ بهدف «إعادة وضع الاحتباس الحراري في مكانه الصحيح باعتباره نظرية (وليس حقيقة)»، حسب وصف المجلس. ردّ منتقدو جماعات تأييد الصناعات أن المزاعم بوجود خلاف حول الاحتباس الحراري ما هي إلا محاولة متعمدة لتقليل الأثر الذي قد تتركه أيما معاهدة دولية، مثل اتفاقية كيوتو، على مصالحهم التجارية.
في يونيو من العام 2005، أكد محرر قسم البيئة في الجارديان، جون فيدال، وجود أبحاث أجرتها وزارة الخارجية الأمريكية تثبت أن إدارة الرئيس بوش قد شكرت مدراء تنفيذيين في شركة إكسون «لمشاركتها الفعالة» في مساعدة صياغة سياسة التغير المناخي، بما في ذلك موقف الولايات المتحدة من اتفاقية كيوتو. إضافة إلى ذلك، فقد أدت المشورة التي قدمتها جماعة تأييد الصناعة، تحالف المناخ العالمي دورًا في تلك السياسة.
في العام 2006، ذكر الكاتب في الجارديان جورج مونبيوت أنه وفقًا للمعطيات الواردة في سجلات شركة إكسون الرسمية، فقد تلقت 124 منظمة التمويل من إكسون موبيل أو عملت معها بشكل حثيث، وأن «هذه المنظمات تتبنى موقفًا واحدًا من التغير المناخي: أن العلوم متناقضة بصدده، وأن العلماء مختلفون بشأنه، وأن ناشطي حقوق البيئة مجرد محتالون، وكاذبون أو مجانين، وأنه في حال قررت الحكومة اتخاذ خطوات قانونية لمنع الاحتباس الحراري، فسيلحق ذلك أضرارًا بالاقتصاد العالمي لغير سبب وجيه. وتطلق هذه المنظمة تسمية «العلم التافه» على النتائج العلمية التي لا توافق هواهم. أما النتائج العلمية التي يقبلونها، فيسمّونها «العلم السليم». يحدّد معهد باسيفيك، وهو منظمة أنشئت لتقديم أبحاث مستقلة وتحليل السياسات المتصلة بالقضايا المشتركة بين التنمية، والبيئة، والأمن يحدّد «الاستخدام الانتقائي للمعلومات»، ومغالطة الدليل الناقص باعتبارها أبرز أشكال إساءة استخدام العلم.

### التصميم الذكي
تسعى حركة التصميم الذكي المرتبطة بمعهد ديسكفري إلى «دحض وجهة النظر المادية عن العالم» المتمثلة في نظرية التطور، ليحل محلها «علم لا يتعارض والعقائد المسيحية والألوهية». يصور معهد ديسكفري التطور باعتباره «نظرية مأزومة» لوجود العلماء الذي ينتقدون التطور والذين يعتقدون أنه لأسباب تتعلق «بالإنصاف» و«الوقت المتكافئ»، يجب تثقيف الطلاب بخصوص «الخلاف الدائر».
تُفيد إحدى أشد النظريات وثوقية وتجريبية في العلوم أن جميع أشكال الحياة على الكرة الأرضية تنحدر من سلف مشترك مع بعض التعديلات. وفقًا لذلك، فإن أي جانب خلافي في التطور يتسم بطابع ديني أو سياسي، وليس علمي. في العام 2005، خلص الحكم النهائي لمحكمة فيدرالية أمريكية في محاكمة دوفر، كيتسميلر ضد مدرسة مقاطعة دوفر، بعد تفحّص مزاعم أنصار التصميم الذكي، خلصت إلى أن التصميم الذكي ليس علمًا، وأنه «لا يمكن فصله عن سوابقه الخلقيّة، وبالتالي الدينية»، وخلص إلى أن ترويج المدرسة له يخرق البند التأسيسي للتعديل الأول لدستور الولايات المتحدة.
في العام 2006، نشرت مجلة ساينس العلمية نتائج إحصائية خلصت إلى أن الولايات المتحدة تأتي في المرتبة الثانية قبل الأخيرة في قبول نظرية التطور من بين 34 دولة متقدمة شملتها الإحصائية. ذكر المقال: «تُعتبر نسبة قبول نظرية التطور أقلّ في الولايات المتحدة منها في اليابان أو أوروبا، ويرجع ذلك بدرجة كبيرة إلى الأصولية المستشرية وتسييس العلم السائد في الولايات المتحدة».